# Шкала Эксле
Шкала Эксле (нем. Grad Oechsle) — гидрометрическая шкала, измеряющая плотность виноградного сусла, служащая индикатором спелости винограда и содержания сахара. Применяется в виноделии. Названа в честь Фердинанда Эксле (1774—1852, нем.) и широко применяется в немецкой, швейцарской и люксембургской винодельческой промышленности. Согласно шкале Эксле один градус Эксле (° Oe) соответствует одному грамму разницы между массой одного литра сусла при 20 °C и одним 1 килограммом (массой одного литра воды при 4°С). Например, сусло с массой 1084 г на литр имеет 84° Oe.

## Классификация вин
Шкала Эксле лежит в основе немецкой классификации вин. В высшей категории качества Prädikatswein (ранее известной как Qualitätswein mit Prädikat, QmP), вино получает «предикат» (Prädikat) на основе градуса Эксле для сусла. Законодательные нормативы определяют диапазон значений по шкале Эксле для каждого «предиката» (Prädikat), которые зависят от винодельческого региона и сорта винограда:
Kabinett — 67-82 °Oe
Spätlese — 76-90 °Oe
Auslese — 83-100 °Oe
Beerenauslese и Eiswein — 110—128° Oe (Eiswein производится из подмороженного на лозе винограда и не требует заражения ягод благородной плесенью — Botrytis — в отличие от Beerenauslese)
Trockenbeerenauslese — 150—154 °Oe (достигается заражением Botrytis)
Содержание сахара согласно шкале Эксле может относиться только к неферментированному винному суслу, но не к готовому вину.